# Rolando Roomes
Rolando Audley Roomes (né le 15 février 1962 à Kingston, Jamaïque) est un joueur de champ extérieur ayant évolué dans les Ligues majeures de baseball de 1988 à 1990.

## Carrière
Rolando Roomes signe son premier contrat professionnel en 1980 avec les Cubs de Chicago. Après plus de huit ans en ligues mineures, il perce finalement l'alignement d'une équipe du baseball majeur, devenant le troisième joueur né en Jamaïque à atteindre ce niveau, après Chili Davis en 1981 et Devon White en 1985. Roomes joue son premier match avec les Cubs le 12 avril 1988. Roomes était également joueur de cricket dans son pays natal.
Après seulement 17 parties jouées avec Chicago, le club le transfère aux Reds de Cincinnati le 8 décembre 1988 en retour de Lloyd McClendon. À sa saison recrue chez les Reds en 1989, Roomes frappe dans une moyenne au bâton de ,263 avec sept coups de circuit, 34 points produits et 12 buts volés en 107 matchs joués. Il est retiré sur des prises 100 fois au cours de cette saison, mais ne soutire aux lanceurs adverses que 13 buts-sur-balles. Ceci égale le record des majeures de John Bateman des Astros de Houston de 1963 pour le plus faible nombre de buts-sur-balles obtenu par un frappeur ayant été retiré au minimum 100 fois sur des prises en une saison.
Après avoir amorcé la saison 1990 à Cincinnati, il est réclamé au ballottage par les Expos de Montréal le 18 juin. Il frappe pour ,286 de moyenne avec un point produit en 16 matchs pour les Expos, complétant l'année avec deux circuits, sept points produits et une moyenne au bâton de ,213 en 46 parties pour Cincinnati et Montréal. Il dispute son dernier match dans le baseball majeur pour les Expos le 30 septembre 1990. Il met fin à sa carrière après avoir joué au baseball mineur en 1991 dans l'organisation des Twins du Minnesota et des Brewers de Milwaukee.
Rolando Roomes a disputé 170 parties dans la MLB. Il compte 103 coups sûrs dont 9 circuits, 42 points produits, 45 points marqués et 12 buts volés. Sa moyenne au bâton en carrière s'élève à ,254.